# Portland (hrabstwo Dodge)
Portland – miasto w Stanach Zjednoczonych, w stanie Wisconsin, w hrabstwie Dodge.